# Ornatops

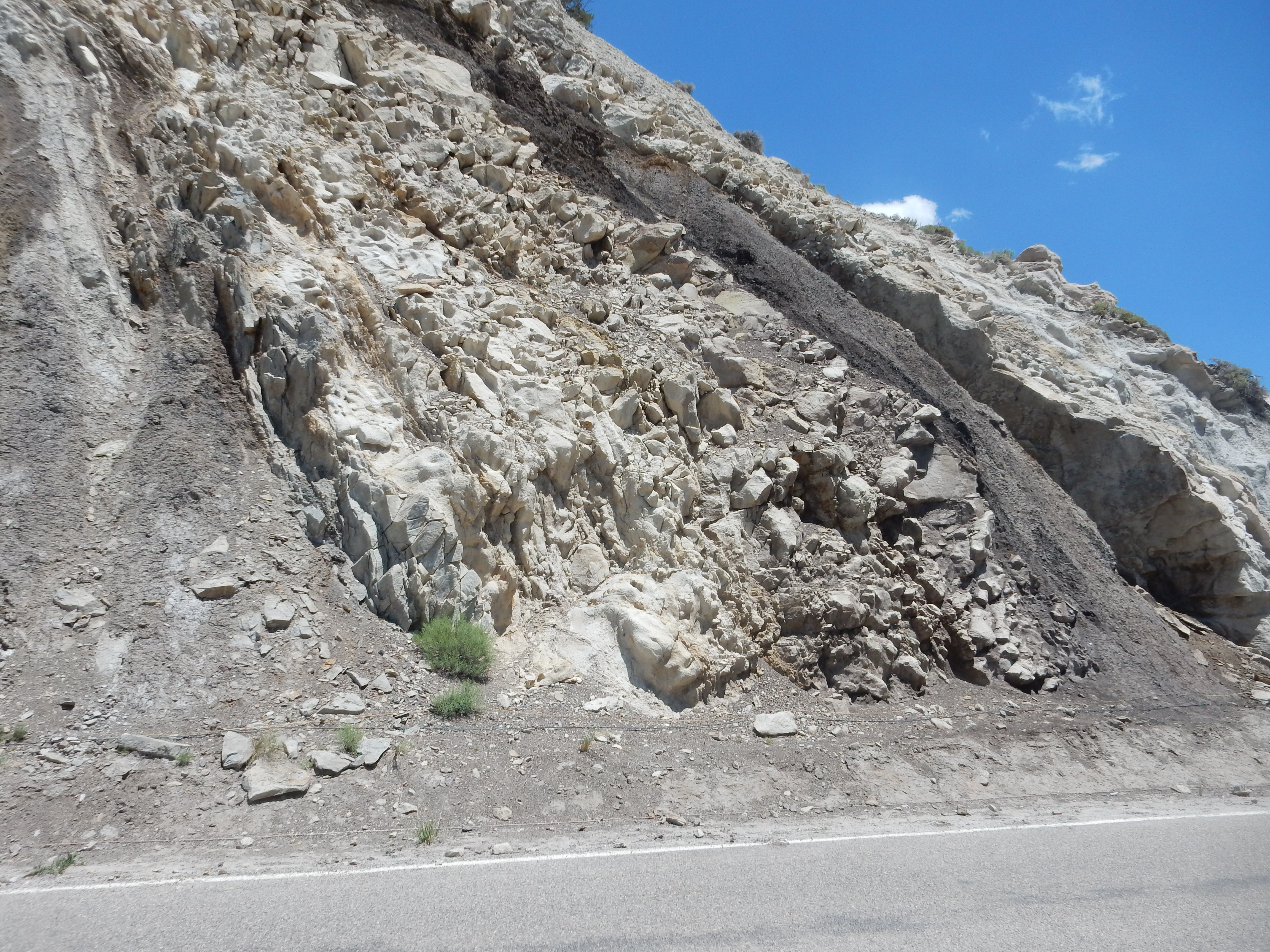
Sedimentární výchozy geologického souvrství Menefee.

Ornatops („zdobená tvář“) byl rod velkého býložravého dinosaura z čeledi Hadrosauridae a podčeledi Brachylophosaurinae. Žil v průběhu pozdně křídového období na počátku geologického věku kampán před asi 81 až 78 miliony let na území dnešního západu Severní Ameriky (stát Nové Mexiko, geologické souvrství Menefee, člen Allison).

## Popis
Typový druh O. incantatus byl formálně popsán týmem paleontologů v dubnu roku 2021. Ornatops je nejjižněji žijícím dosud známým brachylofosaurinem a jedním z mála hadrosauridů, objevených na území Nového Mexika. Je znám podle částečně dochované fosilní kostry a jeho nejbližšími příbuznými jsou podle provedené fylogenetické analýzy rody Probrachylophosaurus a Brachylophosaurus, mírně vývojově vzdálenějšími rody jsou potom Maiasaura a Acristavus.
Rodové jméno dinosaura odkazuje k jeho lebce s kostěnými „ozdobami“. Druhové lze přeložit jako „očarovaný“ a vztahuje se k americkému státu Nové Mexiko (kde byl dinosaurus objeven) - tomu se přezdívá „země okouzlení“.

## Paleoekologie
Ornatops obýval ekosystémy spolu s dalšími dinosaury - například "obrněným" nodosauridem druhu Invictarx zephyri, rohatým dinosaurem (ceratopsidem) druhu Menefeeceratops sealeyi nebo s velkým tyranosauridem druhu Dynamoterror dynastes, jehož se možná stával častou kořistí. Nebezpečnými predátory byli také obří krokodýlovití plazi rodu Deinosuchus a menší krokodýli rodu Brachychampsa.